# Jerzy Adamski
Jerzy Adamski (14. března 1937, Sierpc – 6. prosince 2002, Bydhošť) byl polský amatérský boxer, držitel stříbrné olympijské medaile v pérové váze z Letních olympijských her 1960 v Římě.

## Osobní život
Adamski přezdívaný „Jopek“ začal boxovat jako teenager v klubu Polonia Piła, v letech 1953 – 1965 vystřídal bydhošťské kluby Brda, Start a Astoria. Od roku 1956 byl pod vedením trenéra Felikse Stamma členem národního týmu a stal se boxerem světové extratřídy nejprve v bantamové a záhy v pérové váze, pro niž měl tělesné a pohybové předpoklady. Měl sestru Lucynu a bratry Ryszarda a Jana, vystudoval střední školu strojní a elektrotechnickou. V civilu byl zámečníkem a mechanikem na polských železnicích. Byl ženatý (manželka Elżbieta) a měl syna Marka.

## Adamského úspěchy na mistrovstvích Evropy
První národní titul získal v bantamové váze v roce 1956 a o rok později v této kategorii reprezentoval na mistrovství Evropy v Praze, kde jej ve čtvrtfinále porazil Ital Gianfranco Piovesani. V letech 1959 – 1964 s výjimkou roku 1963 byl mistrem Polska v pérové váze. V roce 1959 odjel do Lucernu na mistrovství Evropy, kde se po vítězstvích nad Kálmanem Dubovszkým (Maďarsko), Sandro Lopopolem (Itálie), André Junckerem (Francie) porazil ve finále Petera Goschku z Německé spolkové republiky a stal se mistrem Evropy. Na další ME 1961 do Bělehradu nominován nebyl, a tak se dalšího evropského šampionátu zúčastnil až v roce 1963 v Moskvě. Po vítězství nad Paulem Buddem (NSR) a semifinálové porážce se Stanislavem Stěpaškinem z SSSR (k.o.) odvezl domů bronzovou medaili. V Moskvě jeho reprezentační kariéra skončila a v roce 1965 závodní činnost ukončil.

## Adamski na LOH 1960 v Římě
Na Letních olympijských hrách v Římě se soutěže v pérové váze zúčastnilo 31 boxerů. V 1. kole byl soupeřem Adamského Mohandas Lijanage Sumith z Cejlonu, který odešel poražen na body 0:5. V osmifinále si stejným poměrem Adamski poradil s Japoncem Šinecu Suzukim i ve čtvrtfinále se Švýcarem Ernstem Chervetem. V semifinále nastoupil Adamski proti Jihoafričanu Williamu Meyersovi a zvítězil 4:1. Ve finálovém zápase podlehl domácímu Italovi Francesco Mussovi 1:4. Pro Polsko tak získal stříbrnou olympijskou medaili.